# Paul Walker
Paul William Walker IV (12. září 1973 – 30. listopadu 2013) byl americký herec. Nejvíce proslul svou rolí Briana O'Connera v závodnické filmové sérii Rychle a zběsile. Hrál i v dalších filmech, mezi které patří Městečko Pleasantville (1998), Do hlubiny (2005) a Osm statečných (2006). Zemřel při autonehodě ve věku čtyřiceti let.

## Mládí
Narodil se roku 1973 v Kalifornii. Jeho otec byl podnikatel Paul William Walker III a jeho matka Cheryl Crabtree byla modelka. Vyrostl v San Fernando Valley v blízkosti Los Angeles. Byl vychován ve víře Církve Ježíše Krista Svatých posledních dnů. Vystudoval křesťanskou střední školu a poté studoval podmořskou biologii.

## Kariéra
Svou kariéru začal již jako batole, když účinkoval v televizní reklamě pro firmu Pampers. Již ve věku dvou let se pod vedením rodičů dostal do světa modelingu. Od roku 1985 získal několik vedlejších rolí v televizních seriálech jako Highway to Heaven, Who's the Boss?, Mladí a neklidní (The Young and the Restless) a Touched by an Angel. Roku 1985 také natočil reklamu pro firmu ShowBiz Pizza Place.
Svou filmovou kariéru započal v roce 1986 rolí v horrorové komedii Příšera z šatníku. Se svou sestrou Ashlie se roku 1987 účastnil televizní soutěže I'm Telling!, ve které obsadili druhé místo. Poté pokračoval v herecké kariéře dalšími menšími rolemi. Vše se změnilo roku 1998, kdy získal hlavní roli v komedii Meet the Deedles, která ho proslavila. To vedlo k zisku řady vedlejších rolí, například ve slavném filmu Garyho Rosse Městečko Pleasantville (1998) a dále ve filmech Varsity blues (1999), Taková normální holka (1999) a Lebky (2000).
Průlomová role přišla v roce 2001, kdy získal jednu z hlavních rolí ve filmu Roba Cohena Rychle a zběsile. Film vydělal 207 milionů dolarů a znamenal první velký úspěch v jeho kariéře. Ke své roli policisty Briana O'Connora se vrátil v roce 2003 ve filmu Johna Singletona Rychle a zběsile 2. Tento díl vydělal 236 milionů dolarů. Ve třetím díle série Rychle a zběsile: Tokijská jízda (2006), který natočil Justin Lin si Paul Walker již nezahrál. Film i kvůli absenci hvězd vydělal jen 158 milionů dolarů.
Poté natočil řadu středně úspěšných filmů jako Proud času (2003), Dárek z lásky (2004), Do hlubiny (2005), Zběsilý útěk, Osm statečných (oba 2006) a Bobby Z (2007).
K sérii Rychle a zběsile se Walker (a i další hvězdy z prvního a druhého dílu) vrátil v roce 2009 v Linově pokusu o restart s názvem Rychlí a zběsilí. Série se tímto dílem změnila z filmů o tuningových nelegálních závodech v akční adrenalinovou jízdu. Stará sestava zapůsobila a film vydělal 363 milionů dolarů. Velký úspěch však zaznamenal až Linův další díl Rychle a zběsile 5 (2011), který vydělal 626 milionů dolarů. Tento zisk vedl k rychlému natočení dalšího dílu, který opět režíroval Justin Lin. Film Rychle a zběsile 6 (2013) vydělal 788 milionů dolarů a platil ze jeden z nejlepších akčních filmů roku 2013. Ihned v roce 2013 se proto začal natáčet sedmý díl série. Film Rychle a zběsile 7 byl plánován na rok 2014, režii převzal James Wan. Kvůli nečekané smrti Walkera se vydání filmu odložilo na rok 2015, problémem zůstaly i jeho nedotočené scény.
Mezi filmy pro sérii Rychle a zběsile také natočil filmy Gangsteři (2010), Vehicle 19 a Pawn Shop Chronicles (2013). Jeho posledním dokončeným filmem bylo Brick Mansions (2014).

## Osobní život
Žil ve městě Santa Barbara v Kalifornii. S přítelkyní Rebeccou měl dceru Meadow, narozenou roku 1998. Za kmotra jí šel Walkerův blízký kamarád a kolega Vin Diesel.
V době Walkerovy smrti byla už řadu let jeho partnerkou Jasmine Pilchard-Gosnell, o 17 let mladší než on.
Věnoval se surfování a mořské biologii. Také měl hnědý pásek v brazilském Jiu Jitsu. Po zprávách o tragické smrti se jeho instruktor Ricardo´Franjinha´Miller rozhodl uctít Walkera tak, že mu posmrtně daroval černý pásek. Miloval závody automobilů a sám závodil v Redline Time Attack, ve které řídil BMW M3 E92 týmu AE Performance. Také vlastnil Nissan Skyline R34 GT-R V-Spec II, který se objevil i ve filmu Rychle a zběsile 2. Pro natáčení série podstoupil řadu řidičských a závodnických kurzů, mnoho kaskadérských scén natočil sám.
Zabýval se i charitou, konkrétně pomáhal obětem zemětřesení v Chile a na Haiti v roce 2010.

## Smrt
Dne 30. listopadu 2013 v odpoledních hodinách Walker a jeho známý Roger Rodas opustili akci pořádanou Walkerovou charitou Reach Out Worldwide (na pomoc obětem tajfunu Haiyan). Krátce poté Rodas ztratil kontrolu nad vozem Porsche Carrera GT červené barvy a narazil do stromu ve čtvrti Valencia kalifornského města Santa Clarita. Místní policie ihned potvrdila dvě oběti nehody a oznámila, že Porsche mělo sjeté pneumatiky a řidič tak nad ním neměl dostatečnou kontrolu.

## Filmografie

### Filmy
| Rok  | Název                                       | Role               | Poznámky                                                                                                   |
| ---- | ------------------------------------------- | ------------------ | --- |
| 1986 | Monster in the Closet / Příšera z šatníku   | 'Profesor' Bennett | |
| 1987 | Programmed to Kill                          | Jason              | |
| 1994 | Tammy and the T-Rex                         | Michael            | |
| 1998 | Meet the Deedles                            | Phil Deedle        | |
| 1998 | Pleasantville / Městečko Pleasantville      | Skip Martin        | |
| 1999 | Varsity Blues                               | Lance Harbor       | |
| 1999 | She's All That / Taková normální holka      | Dean Sampson       | |
| 1999 | Brokedown Palace / Téměř bez šance          | Jason              | Uncredited                                                                                                 |
| 2000 | The Skulls / Lebky                          | Caleb Mandrake     | |
| 2001 | The Fast and the Furious / Rychle a zběsile | Brian O'Conner     | |
| 2001 | Joy Ride / Jízda do pekel                   | Lewis Thomas       | |
| 2002 | Life Makes Sense If You're Famous           | Mikey              | |
| 2003 | Turbo-Charged Prelude                       | Brian O'Conner     | šestiminutový krátký film, intro pro Rychle a zběsile 2                                                    |
| 2003 | 2 Fast 2 Furious / Rychle a zběsile 2       | Brian O'Conner     | |
| 2003 | Timeline / Proud času                       | Chris Johnston     | |
| 2004 | Noel / Dárek z lásky                        | Mike Riley         | |
| 2005 | Into the Blue / Do hlubiny                  | Jared Cole         | |
| 2006 | Eight Below / Osm statečných                | Jerry Shepard      | |
| 2006 | Running Scared / Zběsilý útěk               | Joey Gazelle       | |
| 2006 | Flags of Our Fathers / Vlajky našich otců   | Hank Hansen        | |
| 2007 | Stories USA                                 | Mikey              | |
| 2007 | The Death and Life of Bobby Z / Bobby Z     | Tim Kearney        | |
| 2008 | The Lazarus Project / Projekt LAZAR         | Ben Garvey         | |
| 2009 | Fast & Furious / Rychlí a zběsilí           | Brian O'Conner     | |
| 2010 | Takers / Gangsteři                          | John Rahway        | |
| 2011 | Fast Five / Rychle a zběsile 5              | Brian O'Conner     | |
| 2013 | Vehicle 19 / Štvanec                        | Michael Woods      | |
| 2013 | Fast & Furious 6 / Rychle a zběsile 6       | Brian O'Conner     | |
| 2013 | Hours                                       | Nolan              | |
| 2013 | Pawn Shop Chronicles                        | Raw Dog            | |
| 2014 | Brick Mansions / Doupě                      | Damien             | |
| 2015 | Fast & Furious 7 / Rychle a zběsile 7       | Brian O'Conner     | Své scény natočil v roce 2013. Zbylé scény natočili jeho bratři, kteří byli následně doupraveni počítačem. |